# Liojoppa centralis
Liojoppa centralis är en stekelart som beskrevs av Heinrich 1967. Liojoppa centralis ingår i släktet Liojoppa och familjen brokparasitsteklar. Inga underarter finns listade i Catalogue of Life.